# 西尾市立西尾中学校
西尾市立西尾中学校（にしおしりつ にしおちゅうがっこう）は、愛知県西尾市今川町にある公立中学校。通称は「西中」（にしちゅう）。

## 概要
1947年（昭和22年）4月1日、西尾町立西尾中学校として開校。開校当初は愛知県立西尾高等女学校（現在の愛知県立西尾高等学校）の旧校舎を譲り受けて本校の校舎とした。1953年（昭和28年）12月15日の市制施行に伴って現在の校名となり、1954年（昭和29年）4月、鶴城中学校の開校に伴って学区を分割・再編。1967年（昭和42年）、現在地に校舎を新築・移転するとともに東部中学校の学区の一部（旧三和中および室場中の一部）を編入・再編した。
通学範囲は西尾小、花ノ木小、三和小、室場小、福地北部小のそれぞれ一部。
生徒数は1957年（昭和32年）に1,146人まで増加したが、近年は700人前後を推移している。2014年（平成26年）4月4日現在では714人。

## 沿革
- 1947年（昭和22年） - 開校
- 1954年（昭和29年） - 校旗制定
- 1955年（昭和30年） - 校歌制定
- 1967年（昭和42年） - 現在位置に校舎を移転
- 2012年（平成24年） - 全国学校給食甲子園で優勝[3]。

## 校訓
- 『より正しく より美しく より強く』『礼を重んじ  場を整え  時を守る』

## 部活動

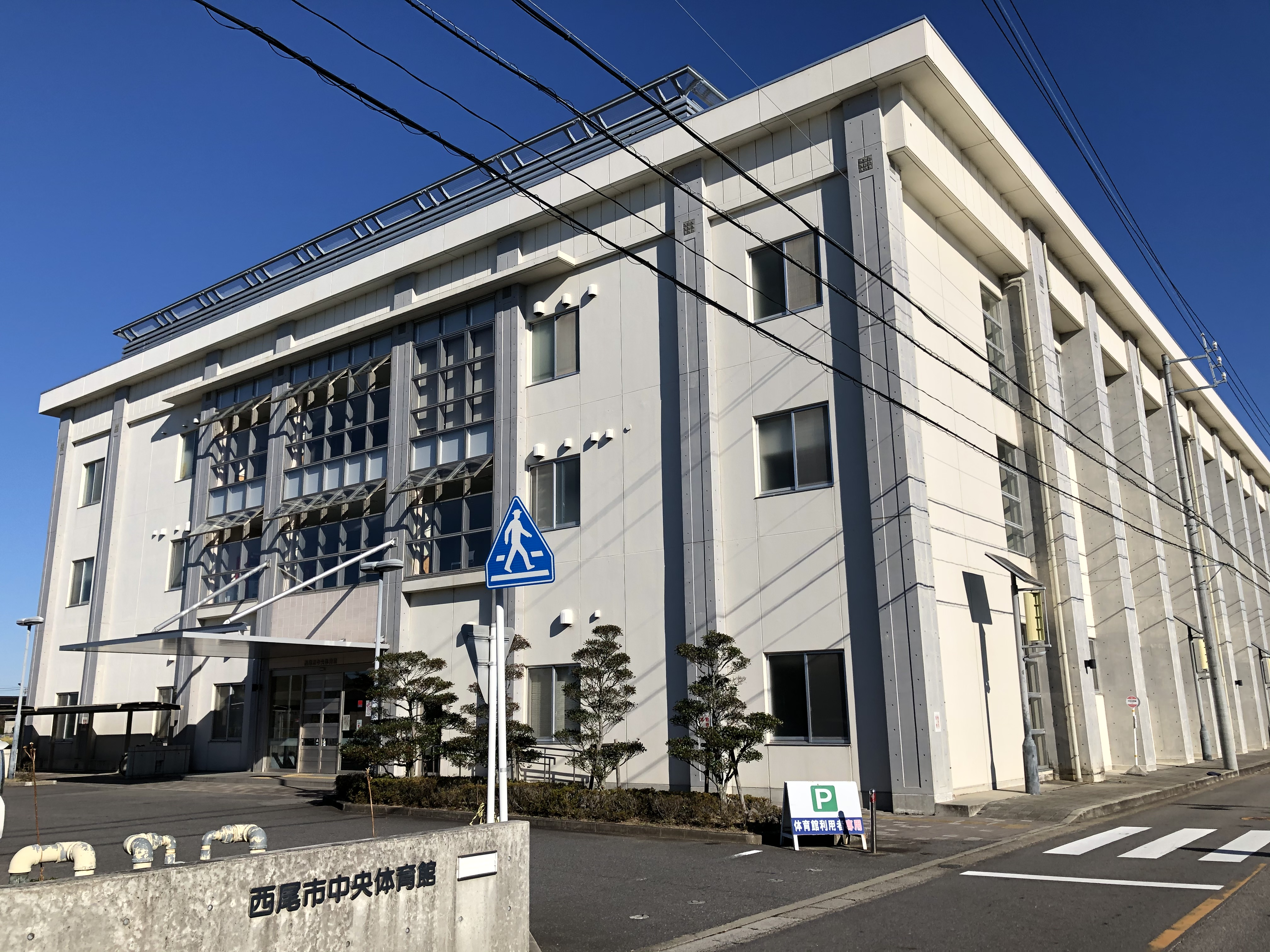
隣接する西尾市中央体育館

運動部
- 陸上部
- 水泳部
- ソフトボール部
- サッカー部
- ソフトテニス部
- バレーボール部
- バスケットボール部
- 卓球部
- 剣道部
- 柔道部
- 野球部

文化部
- オーケストラ部
- 栽培部
- 茶道部
- 家庭部
- 科学部
- 美術部

## 最寄り駅
名鉄西尾線西尾駅より徒歩約10分

## 著名な出身者
- 沢朋宏 - CBCテレビアナウンサー[4]
- 牧全 - バスケットボール選手[5]